# (7389) Michelcombes
(7389) Michelcombes (1982 UE) – planetoida z pasa głównego asteroid okrążająca Słońce w ciągu 3,41 lat w średniej odległości 2,26 j.a. Odkryta 17 października 1982 roku.